# Utrum
Utrum (w różnych opracowaniach także: rodzaj wspólny, rodzaj męsko-żeński, rodzaj nienijaki, rodzaj ogólny) – rodzaj gramatyczny przeciwstawiany w gramatykach niektórych języków rodzajowi nijakiemu (łac. neutrum).
Utrum jako kategoria gramatyczna istnieje w niektórych językach germańskich, m.in. w holenderskiej odmianie niderlandzkiego, szwedzkim i duńskim.
Na przykład w języku szwedzkim rzeczowniki oznaczające  'mężczyznę' (en man) i 'kobietę' (en kvinna) są tego samego rodzaju gramatycznego, ponieważ przyłączają ten sam rodzajnik nieokreślony en oraz określony -n (odpowiednio: mannen i kvinnan). Natomiast rzeczownik oznaczający 'dziecko' (ett barn) jest rodzaju nijakiego i przyłącza rodzajnik nieokreślony ett i określony -et (a więc barnet).